# Aida Overton Walker
Aida Overton Walker (14 de febrer de 1880 a Richmond, Virgínia – 11 d'octubre de 1914 a Nova York), també coneguda com a Ada Overton Walker i com «La Reina del Cakewalk», fou una artista de vodevil, actriu, cantant, ballarina i coreògrafa afroamericana que es va casar amb l'artista de vodevil George Walker. Va actuar amb el seu marit i la seva parella artística Bert Williams, i en grups com Black Patti's Troubadours. Sigui també un ballarina solista i coreògrafa per shows de vodevil com The Red Moon (1908), i His Honor the Barber (1911). També va ser famosa per la seva performance de la dansa "Salome" que era la seva resposta a la salomania que hi havia al circuit de vodevil blanc.

## Vida i obra
Aida Overton va néixer a Richmond, Virginia el 14 de febrer de 1880. La seva família va mudar-se a Ciutat de Nova York quan era jove. En aquesta ciutat va estudiar estudis musicals.
A 15 anys va unir-se al grup de John Isham, "Octoroons". Després va esdevenir membre del cor de ball dels “Black Patti's Troubadours,” on va conèixer el seu futur marit George Walker, un comediant de vodevil. La seva carrera primerenca va ser definida per les seves col·laboracions amb ell i la seva parella artística, Bert Williams. Ella i George Walker es van casar un any després d'havers-se conegut.
Aida Overton Walker va guanyar atenció nacional el 1900 amb la seva actuació a "Hannah de Savannah" al show Sons of Ham. Durant els següents deu anys, va ser coneguda principalment per la seva feina en el teatre musical. Va aconseguir una gran fama i va treballar amb Walker i Williams amb musicals com In Dahomey (1903), In Abissínia (1906), i Bandanna Land (1908). El 1904 va tornar a Nova York després que actues durant dues temporades a Anglaterra. Va crear una versió del ball de Salome, una rutina de ball popular de l'època.
A finals de 1908, el marit de Walker va emmalaltir i els socis van trencar a In Dahomey el 1909. Va deixar d'actuar durant un temps per ocupar-se del seu marit.
El 1910, Overton Walker es va unir a la companyia Smart Set. El 1911, va actuar en His Honor the Barber. Overton Walker va actuar en el paper d'un home a Lovie Dear i a Bandanna Land, en la que va actuar amb el rol del seu marit.
El seu marit va morir el 1911. El 1912, Overton Walker va anar de gira amb el seu espectacle durant 16 setmanes abans de tornar a Nova York, on va actuar com Salome al Paradise Roof Garden de Broadway.
Walker va morir d'insuficiència renal el 1914. Va actuar fins dues setmanes abans de la seva mort.

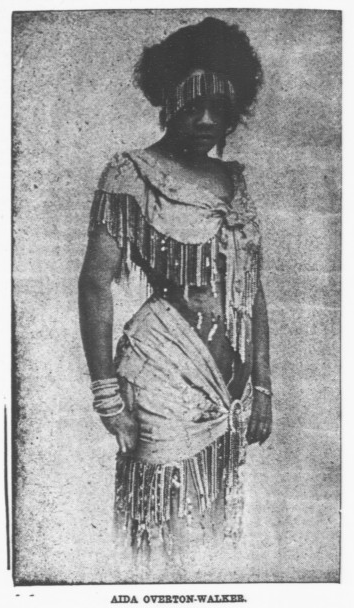
Aida Overton Walker, 1913

En un article de l'octubre de 1905 a The Colored American Magazine, Overton Walker va expressar que creia que els arts escèniques podrien tenir un efecte en les relacions racials i va declarar que, "jo m'aventuro a pensar i gosar que la nostra professió fa més per minvar el prejudici de color que qualsevol altra professió de les persones negres."